# Tanger (possession anglaise)
Pour les articles homonymes, voir Tanger (homonymie).

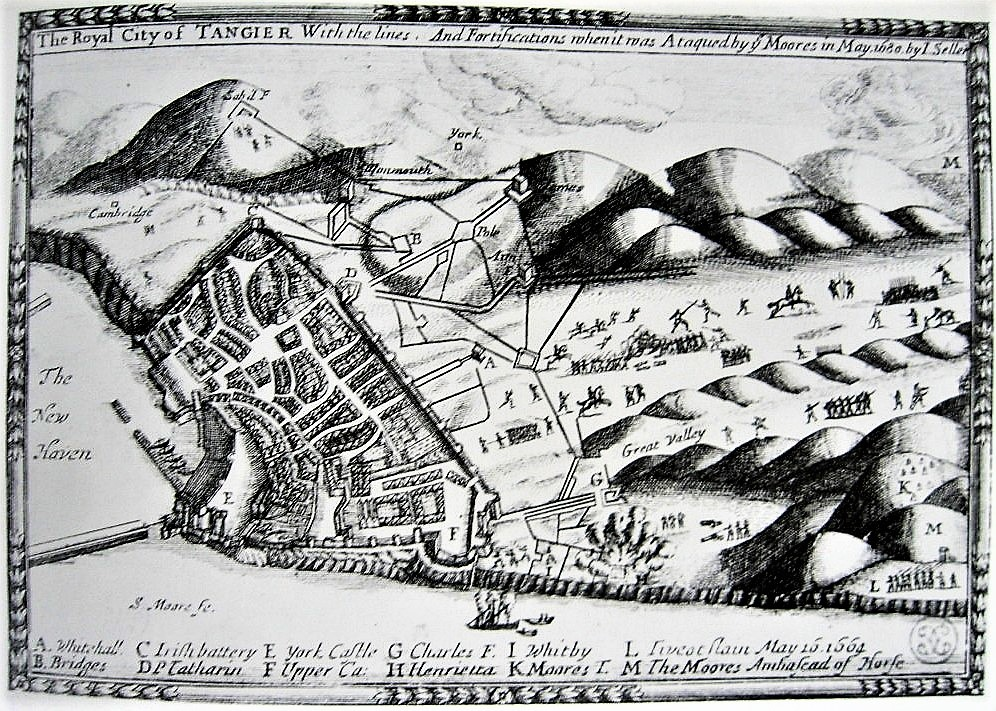
Gravure de 1680 représentant la place forte tangéroise sous possession anglaise

La ville marocaine de Tanger constitue une possession anglaise de 1661 à 1684.

## Installation anglaise
Jusqu'au mariage du roi Charles II avec Catherine de Bragance, Tanger appartient à la couronne portugaise. Au même titre que la ville portuaire de Bombay en Inde, Tanger fait partie de la dot et passe ainsi des mains du Portugal à celles de l'Angleterre. Il s'agit d'un emplacement-clé en termes stratégiques commerciaux et militaires : l'occupation de Tanger permet en effet de maîtriser l'accès à la Méditerranée, et la ville constitue le centre commercial le plus actif de la région côtière du nord-ouest africain. De nombreuses tensions existent toutefois entre la garnison portugaise installée sur place et les Marocains.
À la suite du mariage royal, l'amiral Edward Montagu est immédiatement chargé de prendre possession de la ville.
Le roi Charles II nomme ensuite le comte Henry Mordaunt gouverneur et général en chef des forces basées à Tanger. Le régiment de Tanger arrive sur place le 29 janvier 1662 pour relever la petite garnison de Montagu, bientôt renforcé par d'autres éléments militaires ; le port est alors lourdement fortifié. Ce régiment reste en place pendant 23 ans, jusqu'à l'évacuation finale en 1684.

## Abandon
Le coût très élevé du maintien d'une garnison à Tanger pose des difficultés croissantes, alors que la résistance marocaine à la présence étrangère ne faiblit pas. Moulay Ismaïl rallie en 1680 la lutte contre l'étranger ; les attaques navales par les pirates sont incessantes, et les renforcements de la place forte de Tanger sont continuellement battus en brèche.
Le Parlement anglais hésite à accroître les financements nécessaires à la conservation de la ville, et transforme cette question en enjeu de pouvoir : en décembre 1680, les parlementaires imposent à Charles II d'exclure de sa succession son frère le duc d'York, en échange d'un financement accru de la garnison tangéroise. Le roi refuse ce marchandage, et n'a donc plus les moyens de maintenir les forces anglaises sur place.
Charles envoie finalement l'amiral Dartmouth à Tanger en 1683 pour effectuer le retrait des troupes et de leurs familles. Dartmouth est accompagné par Samuel Pepys. L'évacuation s'achève le 5 février 1684, et s'accompagne de la destruction par les Anglais de l'essentiel des installations et du port.

## Gouverneurs successifs
| Mandat                             | Titulaire                                                 | Remarques                                                         |
| ---------------------------------- | --------------------------------------------------------- | ----------------------------------------------------------------- |
| du 29 janvier 1662 à 1663          | comte Henry Mordaunt, gouverneur                          |                                                                   |
| 1663 au 4 mai 1664                 | Andrew Rutherford, 1er comte de Teviot, gouverneur        | tué lors de la Bataille de Tanger (1664)                          |
| 1664                               | Sir Tobias Bridges, gouverneur                            |                                                                   |
| 1664 à avril 1665                  | John Fitzgerald, gouverneur                               |                                                                   |
| d'avril 1665 à 1666                | baron John Belasyse, gouverneur                           |                                                                   |
| 1666 à 1669                        | Sir Henry Norwood, gouverneur                             |                                                                   |
| 1669 à 1670                        | comte John Middleton, gouverneur                          | premier mandat                                                    |
| 1670 à 1672                        | Sir Hugh Chomondeley (en), faisant fonction de gouverneur |                                                                   |
| 1672 à 1674                        | comte John Middleton                                      | second mandat                                                     |
| 1674 à 1675                        | Budget Meakin, faisant fonction de gouverneur             |                                                                   |
| 1675 à 1680                        | comte William O'Brien, gouverneur                         |                                                                   |
| 1680                               | Palmes Fairbourne (en), gouverneur                        |                                                                   |
| 1680                               | comte Thomas Butler                                       | mort après avoir été nommé, mais avant d'avoir pris ses fonctions |
| octobre 1680                       | comte Charles FitzCharles, gouverneur                     | mort peu après avoir pris ses fonctions                           |
| d'octobre 1680 au 28 décembre 1681 | Sir Edward Sackville, gouverneur                          |                                                                   |
| du 28 décembre 1681 à 1683         | Sir Percy Kirke, gouverneur                               |                                                                   |
| de 1683 au 6 février 1684          | amiral Dartmouth, gouverneur                              |                                                                   |